# Buckethead
Brian Patrick Carroll känd som Buckethead, född 13 maj 1969 i Colma, Kalifornien, är en amerikansk gitarrist och kompositör. Som ung tog han gitarrlektioner av Paul Gilbert. Han har gett ut ett femtiotal album som soloartist och också gästspelat i många band, bland annat var han gitarrist i Guns N' Roses 2000—2004. Han framträder alltid med en vit mask och en hink på huvudet, därav namnet. Under tidig karriär bar Buckethead en KFC-hink på huvudet, och på hinken satt det ett klistermärke där FUNERAL stod skrivet (översättning: begravning). Under en period bar han en helvit hink, men 2016 har han åter igen en hink från KFC.
Buckethead behärskar många instrument, främst gitarr, banjo och bas, men det är sitt elgitarrtrakterande som gjort honom berömd.  Man beundrar ofta Buckethead för hans killswitch, en gitarreffekt i form av en knapp som stänger av ljudet och sätter på det igen när man lossat på fingret. Han har blivit framröstad som den åttonde bästa gitarrshreddaren genom tiderna" samt hamnat på en lista över de "25 knäppaste gitarristerna genom tiderna" och är också känd för att vara en på listan över "de 50 snabbaste gitarristerna genom tiderna".
Buckethead uppträder främst som soloartist. Han har samarbetat med många olika profilartister såsom Bill Laswell, Bootsy Collins, Bernie Worrell, Iggy Pop, Les Claypool, Serj Tankian, Bill Moseley, Mike Patton, Viggo Mortensen, och var även medlem av Guns N' Roses mellan åren 2000 och 2004. Buckethead har också skrivit och framfört musik för större filmer, omfattande Saw II, Ghosts of Mars, Beverly Hills Ninja, Mortal Kombat, Mortal Kombat: Annihilation, Den siste actionhjälten, och huvudlåten i Mighty Morphin Power Rangers: Filmen.
Buckethead har släppt över 500 studioalbum, knappt ett 50-tal finns listade här på wikipedia.

## Karriär

### Uppväxt
Buckethead började spela gitarr vid tolv års ålder. Det var dock först ett år senare, när han flyttade från Huntington Beach till Claremont, Kalifornien, som han började satsa på gitarren på allvar. Hans spel förbättrades tack vare lektioner med olika gitarrlärare som Pebber Brown, Johnny Fortune och Max McGuire. Senare blev han elev till gitarristen Paul Gilbert.

## Utrustning
| Gitarrer: - Gibson Buckethead Signature Les Paul - Gibson Les Paul Custom - Steinberger GS (a.k.a. "Kaiser's Gåva") - ESP MV Custom - ESP MII - Gibson Chet Atkins - Ibanez X-Series Flying V - Ibanez X Series Rocket Roll II - Takamine Acoustic EAN40C - Yamaha AES920 | - Gibson 1959 Les Paul Custom - Gibson Les Paul Standard Plus - Gibson SG - Gibson SST - Gibson 1969 Les Paul Custom - Jackson Y2KV Custom - Jackson KV2 Custom - Jackson Doubleneck - Vigier Excess Indus 4-String Bass - Heartfield Talon II model (av Fender Musical Instruments Corporation) - Aria Pro II Bas |  |

Effekter:
| - Digitech Whammy II - Digitech Whammy IV - Dunlop Cry Baby 535Q - Vox V847A Wah Pedal - Alesis MidiVerb II - BOSS NS-2 Noise Suppressor - BOSS RC-2 Loop Station - BOSS TU-2 Chromatic Tuner - BOSS DD-3 Digital Delay - BOSS RV-5 Digital Reverb | - Electro-Harmonix\|Electro-Harmonix Micro Synthesizer - Wah-wah pedal\|Snarling Dogs Mold Spore Wah Pedal - Roger Mayer (engineer)\|Roger Mayer Octavia - DOD Electronics\|DOD Electronics FX-25B envelope filter - Analogman\|AnalogMan Bicomprossor - MXR EVH Phase 90 - MXR\|MXR Phase 100 - Line 6 (company)\|Line 6 FM4 Filter Modeler Effects Pedal - Line 6 (company)\|Line 6 MM4 Modulation Modeler Effects Pedal - Line 6 (company)\|Line 6 DL4 Delay Modeler Effects Pedal - Line 6 (company)\|Line 6 X2 XDR95 Wireless |  |

Förstärkare/Lådor:
- Peavey 5150 combo
- Peavey 5150 Head
- Mesa boogie Dual Rectifier
- Marshall 1960 4x12 cab
- Diezel Herbert

## Diskografi

### Som Buckethead
| - Bucketheadland Blueprints - 1991 (nyutgåva 2007) - Bucketheadland - 1992 (import 1993) - Giant Robot (Buckethead album) - 1994 - The Day of the Robot - 1996 - Colma - 1998 - Monsters and Robots - 1999 - Somewhere Over the Slaughterhouse - 2001 - Funnel Weaver - 2002 - Bermuda Triangle - 2002 - Electric Tears - 2002 - Bucketheadland 2 - 2003 - Island of Lost Minds - 2004 - Population Override - 2004 - The Cuckoo Clocks of Hell - 2004 - Enter the Chicken - 2005 - Inbred Mountain- 2005 - Kaleidoscalp - 2005 - Crime Slunk Scene - 2006 - The Elephant Man's Alarm Clock- 2006 - In Search of The - 2007 (13 cd) - Pepper's Ghost - 2007 | - Acoustic Shards - 2007 - Kevin's Noodle House - 2007 - Decoding the Tomb of Bansheebot - 2007 - Cyborg Slunks - 2007 - From the Coop - 2008 - Albino slug - 2008 - Slaughterhouse on the Prairie - 2009 - A Real Diamond in the Rough - 2009 - Forensic Follies - 2009 - Needle in a Slunk Stack - 2009 - Shadows Between the Sky - 2010 - Spinal Clock - 2010 - Captain Eo's Voyage - 2010 - 3 Foot Clearance - 2010 - It's Alive (album av Buckethead) - 2011 - Empty Space - 2011 - Underground Chamber - 2011 - Look Up There - 2011 - Electric Sea - 2012 - Balloon Cement - 2012 - The Shores of Molokai - 2012 | - Racks - 2012 - March of the Slunks - 2012 - The Silent Picture Book - 2012 - Forgotten Library - 2013 - Pike 12 - 2013 - Pike 13 - 2013 - Pike 14 - 2013 - Pike 15 - 2013 - Pike 16 - 2013 - Pike 17 - 2013 - Pike 18 - 2013 - Pike 19 - 2013 - Pike 20 - 2013 - Pike 21 - 2013 - Pike 22 - 2013 - Telescape - 2013 - Slug Cartilage - 2013 - Pancake Heater - 2013 - Worms for the Garden - 2013 - Halls of Dimension - 2013 - Feathers - 2013 - Splatters - 2013 - Mannequin Cemetery - 2013 - Pearson's Square - 2013 - Rise of the Blue Lotus - 2013 - Pumpkin - 2013 - Thank you Ohlinger's - 2013 - The Pit - 2013 - Hollowed Out - 2013 - It Smells Like Frogs - 2013 - Twisterlend - 2013 - Pike 34 - 2013 - Bucketheadland 5-13 10-31 - 2017 Specialutgåvor - 2007: In Search of The - 2007: Acoustic Shards - 2007: Bucketheadland Blueprints - 2008: From the Coop EP - KFC Skin Piles (endast vinyl) - 2001 |

## Bucketheads band

### Band och projekt
| - Class-X (1987–1988) - Limbomaniacs (1990) - Deli Creeps (1990–2005) - Praxis (1992–2011) - Zillatron (1993) - Death Cube K (1994–1999, 2007–2009) - Jonas Hellborg och Michael Shrieve (1995) - Cornbugs (1995–2007) - Giant Robot & Giant Robot II (1996–1998, 2004–2006) - DJ Disk (1996–2001) - Brain (1997–2013) - Pieces (1997) - Cobra Strike (1999–2000) - El Stew (1999–2003) - Viggo Mortensen (1999, 2003–2005, 2008–2013) - Guns N' Roses (2000–2004) - Shin Terai (2001–2007) - Thanatopsis (2001–2006, 2016) - Colonel Claypool's Bucket of Bernie Brains (2002–2004) - Travis Dickerson (2004–2010) - Buckethead & Friends (2005) - Gorgone (2005) - Frankenstein Brothers (2006–2012) - Science Faxtion (2007–2008) |

## Diskografi (band och projekt)
| Death Cube K, är ett anagram för Buckethead. Alla album är soloalbum enbart av honom. - 1994: Dreamatorium - 1997: Disembodied - 1999: Tunnel - 2007: DCK - 2007: Monolith - 2009: Torn from Black Space - 1997: I Need 5 Minutes Alone - 2007: Kevin's Noodle House - 2008: The Dragons of Eden (Tillsammans med Travis Dickerson) - 2010: Best Regards (Tillsammans med Melissa Reese) - 2010: Kind Regards (Tillsammans med Melissa Reese) - 2010: Brain as Hamenoodle - 2006: Chicken Noodles - 2007: Chicken Noodles II - 2009: Iconography - 2010: Left Hanging - 1993: Octave of the Holy Innocents (utgavs igen, 2003) - 2008: Running After Deer - 1997: One Less Thing to Worry About - 1998: Recent Forgeries - 1999: The Other Parade - 1999: One Man's Meat - 2003: Pandemoniumfromamerica - 2004: Please Tomorrow - 2004: This, That, and The Other - 2005: Intelligence Failure - 2008: At All - 2011: Reunion - 1997: Arc of the Testimony - 1999: 13th Scroll - 2000: Cobra Strike II: Y, Y+B, X+Y <hold> ← - 2004: The Big Eyeball in the Sky - 1999: Spot the Psycho - 2001: Cemetery Pinch - 2001: How Now Brown Cow - 2004: Brain Circus - 2004: Donkey Town - 2005: Rest Home for Robots - 2005: Skeleton Farm - 2006: Celebrity Psychos | - 1991: Deli Creeps Demo Tape 1991 - 1996: Deli Creeps Demo Tape 1996 - 2005: Dawn of the Deli Creeps - 1999: No Hesitation - 2003: The Rehearsal - 2011: The Dark Night Of A Million Stains - The Rehearsal #2 - 2008: Bolt on Neck - 1996: Giant Robot - 2005: Gorgone - 2008: Chinese Democracy - 1992: A Taste of Mutation - 1992: Transmutation (Mutatis Mutandis) - 1994: Sacrifist - 1994: Metatron - 1997: Live in Poland - 1997: Transmutation Live - 1998: Collection - 1999: Warszawa - 2005: Zurich - 2007: Tennessee 2004 - 2008: Profanation (Preparation for a Coming Darkness) - 2008: Living On Another Frequency - 2001: Unison - 2004: Heaven & Hell - 2007: Lightyears - 2001: Thanatopsis - 2003: Axiology - 2006: Anatomize - 1993: Lord of the Harvest |